# Гюнок, Фехми Мерт
Фехми́ Мерт Гюно́к (тур. Fehmi Mert Günok; род. 1 марта 1989, Карабюк, Турция) — турецкий футболист, вратарь клуба «Бешикташ» и сборной Турции. Участник чемпионата Европы 2024.

## Клубная карьера
Гюнок начал свою карьеру в 2000 году в молодёжной команде «Коджаэлиспора». Через год он перешёл в дубль «Фенербахче», где выступал за молодёжные команды различных возрастов вплоть до 2009 года, когда был переведён тренером в первую команду. Мерт стал третьим вратарем команды, после Волкана Демиреля и Волкана Бабаджана. В товарищеских матчах в рамках подготовки к новому сезону Бабаджан пропустил 7 голов в двух матчах, и поединке против «Генка» тренер дал шанс проявить себя Гюноку, который отстоял на ноль. 15 августа 2010 года в матче против «Антальяспора», состоялся дебют Мерта в турецкой Суперлиге, во втором тайме он заменил травмированного Волкана Демиреля. В следующих двух матчах против «Трабзонспора» и «Манисаспора» пропустил 5 мячей. По итогам сезона Гюнок становится чемпионом Турции в составе «канареек».

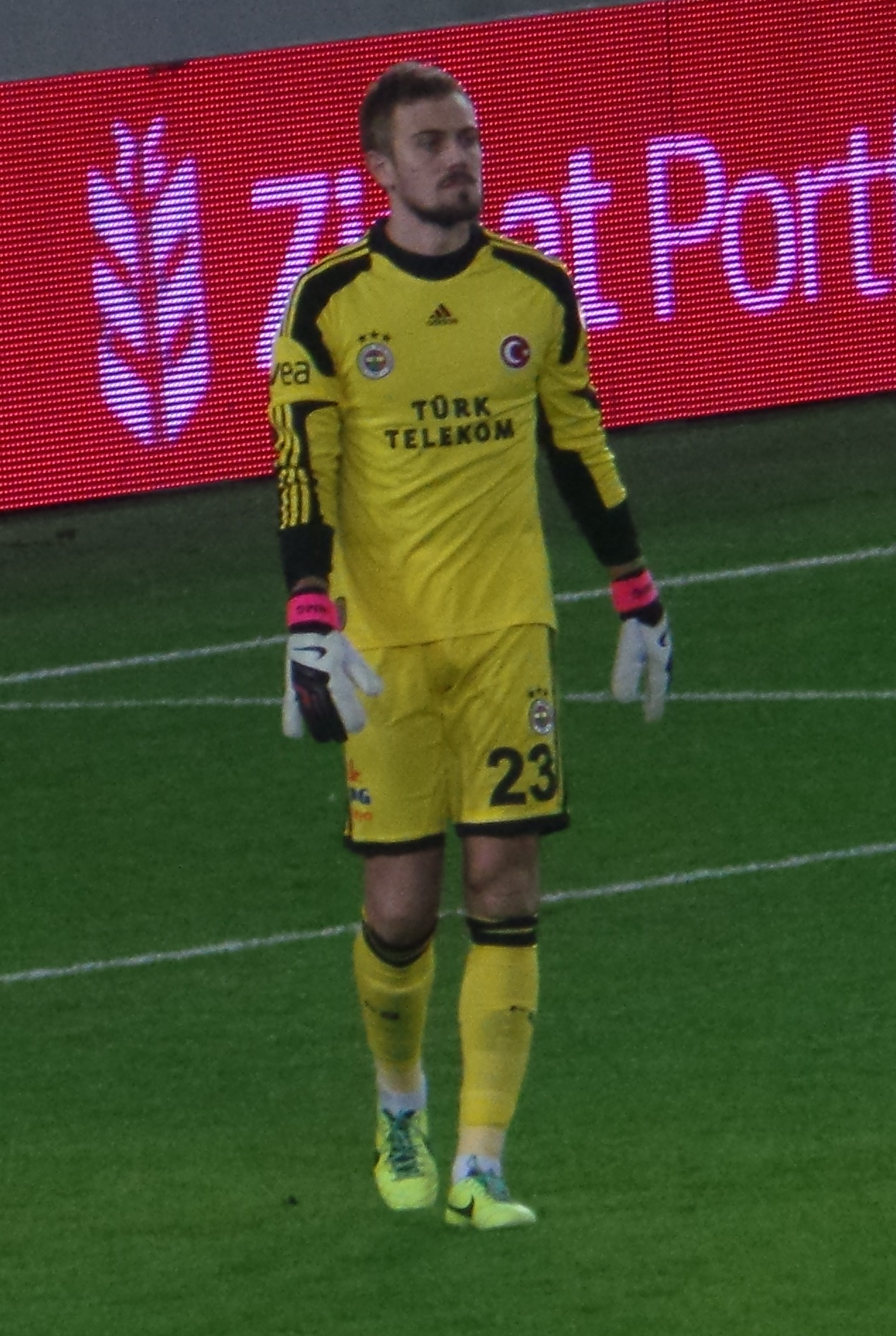
Мерт Гюнок во времена выступлений в «Фенербахче».

В начале сезона 2012/13 Демирель вновь получает травму, и место в воротах занимает Мерт. В первом матче сезона за Суперкубок Турции против принципиальных соперников из «Галатасарая» Гюнок пропускает 3 мяча, а его команда проигрывает 3:2. 21 августа 2012 года Мерт дебютирует на международной арене, в матче квалификационного раунда плей-офф Лиги чемпионов УЕФА против московского «Спартака», где пропускает два мяча, а «Фенербахче» терпит поражение 2:1. В дальнейшем Гюнок так и оставался дублёром Демиреля и в целом за шесть сезонов в клубе принял участие лишь в 25 матчах чемпионата, тем не менее стал с командой двукратным чемпионом Турции, а также по два раза был обладателем Кубка и Суперкубка Турции. С окончанием контракта летом 2015 году «Фенербахче» не предложил Гюноку продление контракта, и вратарь покинул родной клуб после 16 лет пребывания в нём.
В конце июня 2015 Гюнок подписал трёхлетний контракт с другим клубом Суперлиги «Бурсаспором». В этом клубе он тоже не сумел стать основным вратарем, проиграв конкуренцию Харуну Текину, из-за чего во втором сезоне не сыграл ни одного матча в чемпионате, выходя только в кубковых встречах. Поэтому летом 2017 он перешёл в «Истанбул Башакшехир». В составе нового клуба Гюнок сначала снова стал дублёром Волкана Бабаджана и в своём первом сезоне в команде играл также только в Кубке Турции и в Лиге Европы, но с сезона 2018/19 сумел вытеснить Волкана из основы и стать основным голкипером команды. По состоянию на 13 июня 2020 сыграл за стамбульскую команду 66 матчей в национальном чемпионате.
Летом 15 августа 2021 перешёл в клуб «Бешикташ».

## Международная карьера
24 мая 2012 года Мерт дебютировал за сборную Турции в товарищеском матче против сборной Грузии.

### Матчи за сборную
Данные на 21.08.2012
| #   | Дата            | Место                                 | Противник | Результат | Соревнование      |
| --- | --------------- | ------------------------------------- | --------- | --------- | ----------------- |
| 01. | 24 мая 2012     | Ред Булл Арена, Зальцбург, Австрия    | Грузия    | 3:1       | Товарищеский матч |
| 02. | 29 мая 2012     | Ред Булл Арена, Зальцбург, Австрия    | Болгария  | 2:0       | Товарищеский матч |
| 03. | 5 июня 2012     | Ауди Спортпарк, Ингольштадт, Германия | Украина   | 2:0       | Товарищеский матч |
| 04. | 15 августа 2012 | Эрнст Хаппель, Вена, Австрия          | Австрия   | 2:0       | Товарищеский матч |

## Достижения
Фенербахче
- Чемпион Турции (2): 2010/11, 2013/14
- Серебряный призёр чемпионата Турции (2): 2011/12, 2012/13
- Обладатель Кубка Турции (2): 2011/12, 2012/13
- Обладатель Суперкубка Турции (2): 2009, 2014

 Истанбул Башакшехир
- Чемпион Турции: 2019/20